# Paul Le Bohec
Paul Guillame Le Bohec (Plouasne, 28 luglio 1921 – Rennes, 12 gennaio 2009) è stato un pedagogista francese, prosecutore ed innovatore delle teorie pedagogiche dette "metodo naturale" di Célestin Freinet..
Ha insegnato dal 1950 al 1970 alle elementari. Dal 1946 al 1970 ha collaborato con Freinet e dal 1970 al 1978 è stato professore di psicopedagogia all'Istituto Universitario di tecnologia (I.U.T.) all'Università di Rennes 1. Dal 1972 al 1976 è stato membro del comitato direttivo dell'I.C.E.M. (Institut coopératif d'école moderne-Pédagogie Freinet). Negli anni 1980-90 ha girato l'Europa (Francia, Italia, Belgio, Spagna, Russia) tenendo di seminari sul "metodo naturale".